# Luis Jiménez
Luis Antonio Jiménez Garces alias Luis Jiménez (Santiago, Chili, 17 juni, 1984) is een Chileens betaald voetballer die bij voorkeur op het middenveld speelt. Hij tekende in 2011 een contract bij Al-Ahli FC, een club uit Dubai. In april 2004 debuteerde hij in het Chileens voetbalelftal. Zijn bijnaam is El Mago ('De tovenaar').

## Clubcarrière
Jiménez begon zijn carrière in 2001 bij CD Palestino.  Een jaar later maakte hij de overstap naar Ternana Calcio in de Serie B waar hij speelde tot 2006. Tijdens de transfermarkt van januari 2006 verhuisde Jimenez naar Serie A club Fiorentina die de helft van zijn transferrechten in handen had. Jimenez speelde normaal gesproken als rechtervleugelmiddenvelder of als nummer 10 bij Fiorentina. Zijn rechtervoet is het best maar hij kan ook goed zijn linkervoet gebruiken. Hij speelde negentien keer gedurende het seizoen 2005-06 bij Fiorentina, waarin hij drie goals scoorde.
Juni 2006 kocht Ternana de helft van de transferrechten terug van Fiorentina. Echter Ternana zou in het seizoen 2006-2007 in de Serie C1 spelen en daarom was het onwaarschijnlijk dat Jimenez bij Ternana zou blijven. Hij zou echter een half jaar zonder spelen blijven omdat hij zijn contract wou laten ontbinden en dit schoot in het verkeerde keelgat bij Ternana. 
Op 16 januari 2007 bereikte Lazio een akkoord met Ternana om Jimenez te huren met een optie tot koop van elf miljoen euro. Hij speelde zijn eerste wedstrijd voor Lazio tegen Palermo. Lazio was niet bereid om elf miljoen te betalen voor een speler van een Serie C club. 
Op 15 juli 2007 huurde Internazionale de speler van Ternana. Hij scoorde zijn eerste Inter doelpunt in de Champions League tegen Fenerbache, en mocht daarom in de basis starten tegen zijn oude club Fiorentina, waartegen hij de openingsgoal scoorde.

## Interlandcarrière
Hij debuteerde als international op 28 april 2004 tegen Peru.